# San Andrés Chichayotla
San Andrés Chichayotla es una localidad de México perteneciente al municipio de Calnali en el estado de Hidalgo.

## Geografía
Se encuentra en la región Huasteca, a la localidad le corresponden las coordenadas geográficas 20° 55’ 35.567” de latitud norte y 98° 33’ 46.928” de longitud oeste, con una altitud de	1154 m s. n. m. Se encuentra a una distancia aproximada de 7.82 kilómetros al noreste de la cabecera municipal, Calnali.
En cuanto a fisiografía se encuentra dentro de las provincia de la Sierra Madre Oriental, dentro de la subprovincia del Carso Huasteco; su terreno es de sierra. En lo que respecta a la hidrografía se encuentra posicionado en la región Panuco, dentro de la cuenca del río Moctezuma, en la subcuenca del río Los Hules. Cuenta con un clima semicálido húmedo con lluvias todo el año.

## Demografía
En 2020 registró una población de 1355 personas, lo que corresponde al 8.39 % de la población municipal. De los cuales 648 son hombres y 707 son mujeres. Tiene 298 viviendas particulares habitadas.
| Gráfica de evolución demográfica de San Andrés Chichayotla entre 1900 y 2020                 |
|                                                                                              |
| Población de los censos y conteos del Instituto Nacional de Estadística y Geografía (INEGI). |

## Economía
La localidad tiene un grado de marginación alto y un grado de rezago social medio.